# 杰米森 (阿拉巴马州)
杰米森（英文：Jemison），是美国阿拉巴马州下属的一座城市。面积约为11.19平方英里（约合28.98平方公里）。根据2010年美国人口普查，该市有人口2,585人，人口密度为231.01/平方英里（约合89.2/平方公里）。